# Маплв'ю (Міннесота)
Маплв'ю (англ. Mapleview) — місто (англ. city) в США, в окрузі Мовер штату Міннесота. Населення — 144 особи (2020).

## Географія
Маплв'ю розташований за координатами 43°41′24″ пн. ш. 92°58′27″ зх. д. / 43.69000° пн. ш. 92.97417° зх. д. (43.689919, -92.974099).  За даними Бюро перепису населення США в 2010 році місто мало площу 0,48 км², уся площа — суходіл.

## Демографія
Згідно з переписом 2010 року, у місті мешкало 176 осіб у 83 домогосподарствах у складі 44 родин. Густота населення становила 369 осіб/км².  Було 93 помешкання (195/км²).
Расовий склад населення:
| - 90,3 % — білих - 1,7 % — азіатів - 5,7 % — осіб інших рас |

До двох чи більше рас належало 2,3 %. Частка іспаномовних становила 14,2 % від усіх жителів.
За віковим діапазоном населення розподілялося таким чином: 15,9 % — особи молодші 18 років, 68,8 % — особи у віці 18—64 років, 15,3 % — особи у віці 65 років та старші. Медіана віку мешканця становила 46,5 року. На 100 осіб жіночої статі у місті припадало 120,0 чоловіків;  на 100 жінок у віці від 18 років та старших — 124,2 чоловіків також старших 18 років.
Середній дохід на одне домашнє господарство  становив 34 938 доларів США (медіана — 29 500), а середній дохід на одну сім'ю — 37 772 долари (медіана — 27 917). За межею бідності перебувало 49,8 % осіб, у тому числі 98,0 % дітей у віці до 18 років та 10,0 % осіб у віці 65 років та старших.
Цивільне працевлаштоване населення становило 102 особи. Основні галузі зайнятості: виробництво — 24,5 %, освіта, охорона здоров'я та соціальна допомога — 21,6 %, роздрібна торгівля — 18,6 %.